# Volha Kniazhyshcha
Volha Kniazhyshcha –en bielorruso, Вольга Княжышча– (24 de agosto de 1988) es una deportista bielorrusa que compitió en halterofilia. Ganó una medalla de plata en el Campeonato Europeo de Halterofilia de 2010, en la categoría de +75 kg.

## Palmarés internacional
| Campeonato Europeo | Campeonato Europeo  | Campeonato Europeo | Campeonato Europeo |
| Año                | Lugar               | Medalla            | Categoría          |
| ------------------ | ------------------- | ------------------ | ------------------ |
| 2010               | Minsk (Bielorrusia) | Medalla de plata   | +75 kg             |